# Guillermo de Auvernia

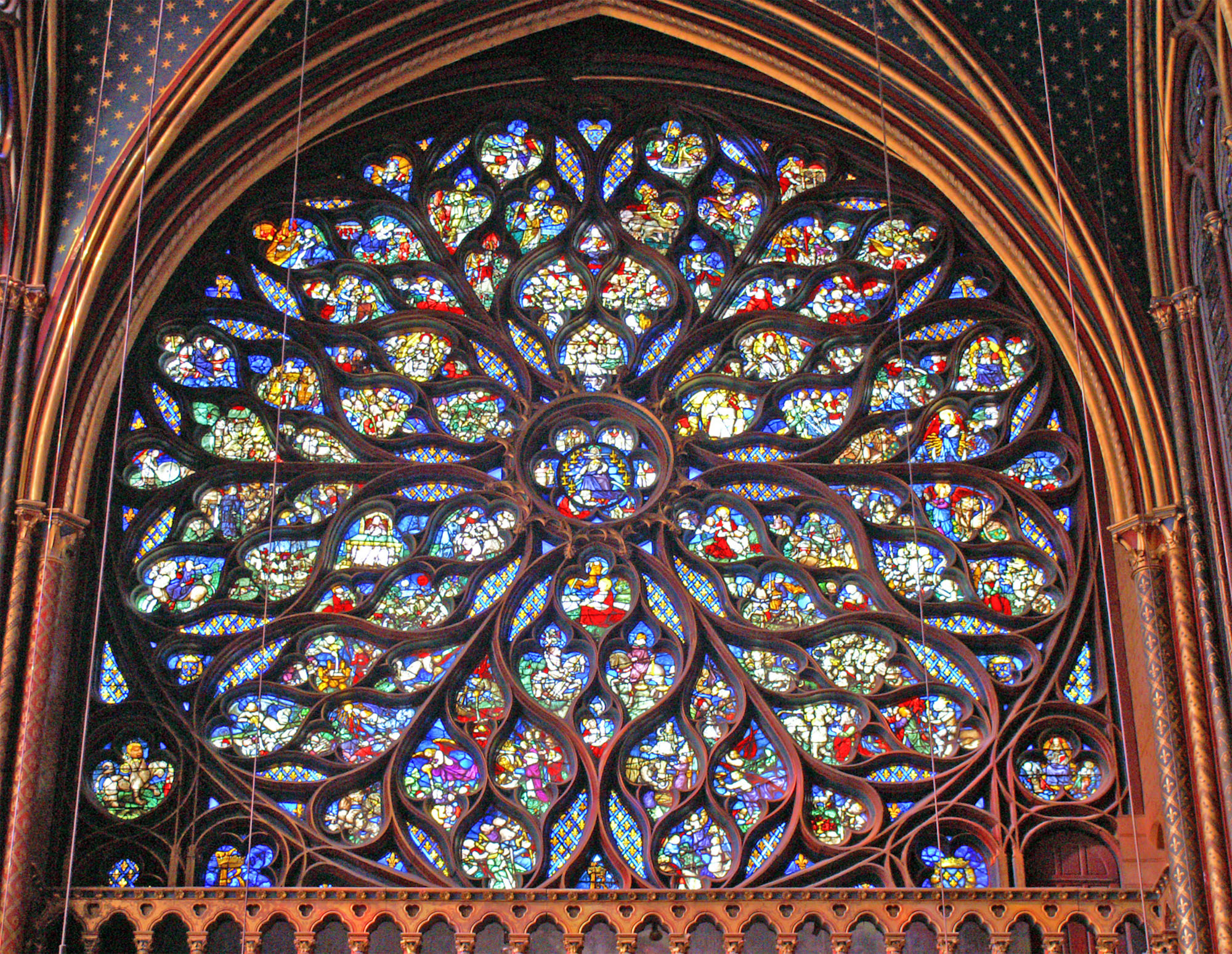
Rosetón de la Sainte Chapelle, inaugurada por Luis IX de Francia el año anterior de la muerte del obispo Guillermo.

Guillermo de Auvernia (en francés: Guillaume d'Auvergne) a veces también llamado Guillermo de París (1190 - 1249), fue un filósofo y teólogo, obispo de París y consejero del rey Luis IX de Francia.

## Biografía
Nació en Aurillac cerca de 1190, en la región de Auvernia. Fue hijo de Astorg V, señor de Conros, y de Marie de Bénavent-Rodez. Guillermo fue tío del trovador Astorg VII de Aurillac.
Guillaume fue canónigo de Notre-Dame de Paris, desde 1223 y profesor de teología en la Universidad de París desde 1225. El papa Honorio III le confió numerosas e importantes misiones.
Cuando murió el obispo Barthélémy de París, en 1227, Guillaume protestó contra la elección de su sucesor, la cual consideró anti-canónica, e hizo un llamamiento ante la Santa Sede. El papa Gregorio IX anula la elección, reservándose el derecho de designar él mismo al nuevo obispo de París. El 10 de abril de 1228 designa a Guillermo de Auvernia, y él mismo lo consagra obispo.
Durante los primeros años de su episcopado, Guillermo debió administrar numerosos conflictos con los maestros de la Universidad, con los canónigos, y con los oficiales del rey. Más adelante, en acuerdo con Luis IX, gobernó piadosamente su diócesis, siéndole confiada la dirección espiritual del monasterio de Port Royal des Champs a Thibault de Marly. Protegió durante toda su vida las actividades de las Órdenes mendicantes.

## Espiritualidad
Guillume tuvo en sí simultáneamente influencias de Avicena y de San Agustín, y sus principios teológicos parecen realizar  : « una síntesis nueva, por cierto, pero incluso intuitiva y ambigua, con conceptos cristianos y con una ontología aristotélica, sensiblemente deformada por un difuso neoplatonismo».

## Obras
- De primio principio - 1228
- De anima - 1230

Opera omnia, 1674

- De universo - 1230-1236 (Hay edición hecha en Núremberg en 1496, y otra hecha en Orléans en 1674, en 2 vols. (in-fol.).
- De Trinitate, notionibus et praedicamentis in divinis (ed. 1674).
- Tractatus de poenitentia (ed. 1674).
- Tractatus de collatione et singularitate beneficiorum (ed. 1674).
- Sermones (ed. 1674).